# Erroll Garner
Erroll Louis Garner (Pittsburgh, 15 juni 1921 – Los Angeles, 2 januari 1977) was een Amerikaans jazzpianist en componist.

## Levensloop
De jonge Erroll begon met pianospelen op driejarige leeftijd. Hij was autodidact, speelde alles op het gehoor en heeft, ook in zijn latere carrière, nimmer enige behoefte gevoeld om het notenschrift te leren. De muziek kwam bij hem van binnenuit. Mede hierdoor en dankzij zijn aangeboren talent voor het klavier, ontwikkelde hij een unieke stijl, vaak geïmiteerd doch nooit geëvenaard.
Zijn pianostijl werd gekenmerkt door het zo karakteristieke akkoord "strumming" van de linkerhand en een slepende rechterhand in de melodie, dit gecombineerd met een verfijnd gevoel voor dynamiek en ritmische accenten. Een ander aspect van zijn stijl was het harmonisch rijke rubatospel, met over elkaar buitelende arpeggio's, in de "ballads".
Garner was ook beroemd om zijn zogenaamde intro's, solo gespeeld aan het begin van een vertolking, dikwijls kleine composities op zich. Zijn begeleiders wisten dan vaak niet op welk nummer het zou uitdraaien, maar Erroll verwachtte van hen dat zij het op tijd zouden oppakken.
Erroll trad al op zevenjarige leeftijd op in een lokaal radioprogramma met een groep genaamd The Kan-D-Kids. Als tiener speelde hij als professioneel musicus op de riverboats in Pittsburgh. Ook trad hij regelmatig op met het Leroy Brown Orchestra, eveneens in Pittsburgh.
Toen de jonge Erroll Garner in zijn geboorteplaats Pittsburgh lid wilde worden van de vakbond van beroepsmusici, werd hij geweigerd, met als argument dat hij geen noten kon lezen. Later, toen ze hun dwaling daaromtrent inzagen, hebben ze hem maar gelijk tot erelid benoemd.
Op 18-jarige leeftijd trok Garner naar New York, om te gaan werken als professioneel musicus. In de nachtclub The three Deuces in 42nd Street, waar het trio van pianovirtuoos Art Tatum (met Slam Stewart en Tiny Grimes) een vaste verbintenis had, mocht Garner invallen voor Tatum wanneer deze verhinderd was. Tatum noemde Erroll "mijn kleine broertje". In 1947 maakte hij met zijn eigen trio, met Red Callender (bas) en Hal 'Doc' West (drums), opnamen met altsaxofonist Charlie Parker, die toevallig in de studio aanwezig was. In datzelfde jaar vond het concert plaats met tenorsaxofonist Wardell Gray, met Irving Ashby (gitaar), Red Callender (bas) en Jackie Mills (drums), waarvan ook opnamen van de repetitie bewaard zijn gebleven (Blue Lou).
Hoewel Erroll Garner qua leeftijd een tijdgenoot was van de bebopgeneratie was zijn manier van spelen niet in een bepaalde stijlperiode te plaatsen. Garner speelde gewoon Garner. Hij was een van de weinige jazzmusici die ook buiten de jazzwereld ruimschoots waardering genoot, reden waarom hij door sommige jazzpuristen met enig dedain werd bezien.
Garner behoort tot de het meest op de grammofoonplaat vastgelegde jazzmusici. Hij was in staat om zes albums (lp's) op één dag op te nemen, en allemaal glansrijke eerste "takes". Hij trad meestal op in de bekende triobezetting (bas en drums) of als solopianist. In september 1955 nam hij met zijn toenmalige trio, bestaande uit bassist Eddie Calhoun en drummer Denzil Best, zijn beroemdste en bestverkochte album op, Concert by the Sea, een registratie van een liveconcert in Carmel, Californië.
Garner heeft meer dan 200 composities op zijn naam staan, waaronder het wereldberoemde "Misty" en "Penthouse Serenade".

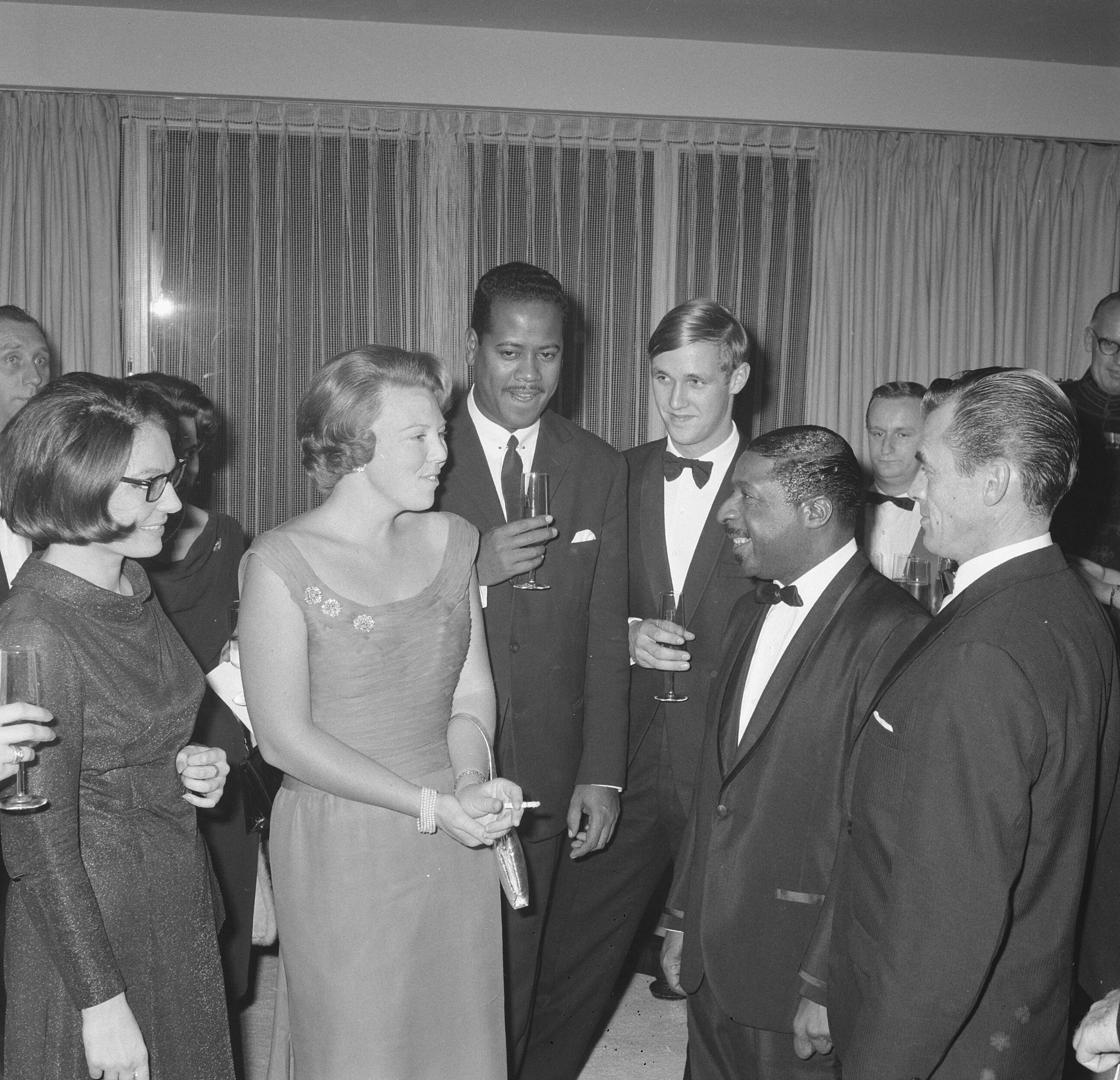
Hilton Hotel 1963: v.l.n.r. Nana Mouskouri, prinses Beatrix (met sigaret), Max Woiski jr., Edwin Rutten en Erroll Garner

In de jaren 60 toerde hij regelmatig door Europa met zijn vaste trio, met Eddie Calhoun (bas) en Kelly Martin (drums). Eind jaren 60 breidde hij zijn trio uit tot een kwartet, dat toen bestond uit Ike Isaacs (bas), Jimmie Smith (drums) en conga-speler Jose Mangual.
In de loop van de jaren 70 kreeg hij te maken met een geleidelijk afnemende gezondheid en in 1975 werd de diagnose longkanker bij hem vastgesteld. Hij overleed 2 januari 1977, op 55-jarige leeftijd.
Garner laat een discografie na bestaande uit meer dan 3000 verschillende opnamen van zowel studio- als liveconcert-registraties.

## Discografie
- Serenade to "Laura" (1945)
- Giants of the Piano (opname van 1947), met Art Tatum, Vogue LAE 12209
- Early in Paris (1948), Blue Music Group
- Penthouse Serenade (1949)
- Erroll Garner (augustus 1949) Los Angeles recordings with John Simmons, Alvin Stoller (2 vols Joker LP BM 3718-3719)
- Erroll Garner (ongedateerd, ca. 1951), met Wyatt Ruther and Fats Heard Philips B 07015 L
- Erroll Garner plays for dancing (ongedateerd, ca. 1951), Philips B 07622 R
- Solo flight (ongedateerd, ca. 1951), Philips B 07602 R
- Erroll Garner (of Erroll Garner at the Piano) (materiaal van 1951-53), met Wyatt Ruther and Fats Heard, Columbia CL535, CBS reissue LP 62311
- Mambo Moves Garner (1954), Mercury MG20055
- Plays Misty (1954), Mercury SR60662
- Gems (1954) Columbia CL583
- Music for Tired Lovers, met Woody Herman als zanger (!) (1954), Columbia CL651
- Concert by the Sea (1955), Columbia CL883
- Contrasts (EmArcy, 1955)
- Garnering (EmArcy, 1955)
- Solitaire (1955)
- Afternoon of an Elf (1955), Mercury MG20090
- The One and Only Erroll Garner (1956)
- The Most Happy Piano (1956), Columbia CL939 (Italiaanse CBS-heruitgave, Il magico pianoforte di Erroll Garner, CBS Serie Rubino, 52065, 1967)
- He's Here! He's Gone! He's Garner! (1956)
- Gone Garner Gonest (1956)
- Other Voices, with orchestra (1957), Columbia CL1014
- Soliloquy (1957), Columbia CL1060
- Paris Impressions Vol.#1 (1958), Columbia CL 1212
- Paris Impressions (1958) Columbia #1216, dubbelalbum
- Erroll Garner One World Concert (1961), Reprise R9-6080 B
- Informal Piano Improvisations (1962), Baronet B-109
- A New Kind of Love (1963), Erroll Garner with Full Orchestra, Conducted by Leith Stevens Phillips BL7595
- Erroll Garner/Maxwell Davis Trio: Mr. Erroll Garner and the Maxwell Davis Trio, Crown Records CLP-5404 - 1964
- Erroll Garner Plays Gershwin and Kern (1964), Mercury 826 224-2
- Erroll Garner Amsterdam Concert (concert van 7 november 1964), Philips LP BL7717/632 204 BL
- Erroll Garner Plays (1965), Ember LP FA 2011
- Campus Concert (1966), MGM SE-4361
- That's my Kick (1967), MGM SE-4463
- Up in Erroll's room (1968), Vanguard NSLP 28123
- Feeling is Believing (1970), Mercury SR61308
- Gemini (1972), London Records XPS617
- Magician (1974), London Records APS640
- Play it Again Erroll (opnieuw uitgebracht 1974), Columbia CL33424, dubbelalbum
- The Elf/The Savoy Sessions (1976), Savoy SJL 2207, dubbelalbum
- Long Ago and Far Away (1987)
- Body and Soul (1991), Columbia CK47035

## Biografie
- James M. Doran, Erroll Garner: The Most Happy Piano, Scarecrow Press, 1985.